# Лыва (Пермский край)
Лыва — деревня в Оханском городском округе Пермского края России.

## Географическое положение
Деревня расположена на реке Очёр на расстоянии примерно 6 километров на северо-запад от села Острожка на дороге Острожка-Большая Соснова.

## История
Известна с 1719 года как "починок над Озером", с 1762 года "деревня над озером на Лыве" . С 2006 по 2018 год входила в состав Острожского сельского поселения Оханского района. После упразднения обоих муниципальных образований стала рядовым населенным пунктом Оханского городского округа.

## Климат
Климат умеренно - континентальный. Наиболее теплым месяцем является июль, средняя максимальная температура которого 24,8°С, а самым холодным январь со среднемесячной температурой - 17,3°С. Среднегодовая температура 2,1°С.

## Население
Постоянное население в 2002 году 10 человек (100% русские), в 2010 3 человека.